# Wikipédia en vietnamien
Wikipédia en vietnamien (en vietnamien : Wikipedia tiếng Việt) est l’édition de Wikipédia en vietnamien, langue môn-khmer parlée au Viêt Nam. L'édition est lancée officiellement en novembre 2002 et dans les faits en octobre 2003. Son code est : vi.
Au 21 mars 2025, l'édition en vietnamien contient 1 293 616 articles et compte 983 731 contributeurs, dont 1 299 contributeurs actifs et 15 administrateurs.

## Présentation

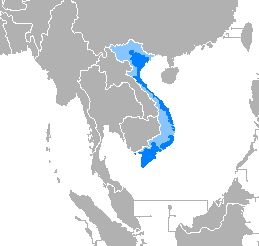
Aire de diffusion du vietnamien.

L'édition est fondée en novembre 2002 mais n’a reçu des articles significatifs qu’à partir d'octobre 2003, quand le projet a été « relancé ».
Statistiques
Le 4 février 2012, l'édition en vietnamien atteint 300 000 articles.
Le 24 août 2015, elle compte 1 138 733 articles et 455 795 utilisateurs, ce qui en fait la 11e version de Wikipédia en nombre d'articles.
Le 6 novembre 2022, elle contient 1 277 788 articles et compte 886 633 contributeurs, dont 1 949 contributeurs actifs et 20 administrateurs.
Le 9 août 2024, elle contient 1 294 939 articles et compte 962 076 contributeurs, dont 1 577 contributeurs actifs et 15 administrateurs. 